# Ballston Spa
Ballston Spa est un village du comté de Saratoga, dans l’État de New York, aux États-Unis. Il comptait 5 409 habitants lors du recensement de 2010.

## Histoire
Ballston Spa doit son nom à Eliphalet Ball, un colon.

## Démographie
| Groupe                           | Albany | New York | États-Unis |
| -------------------------------- | ------ | -------- | ---------- |
| Blancs                           | 93,9   | 66,8     | 72,4       |
| Métis                            | 2,7    | 3,0      | 2,9        |
| Afro-Américains                  | 1,2    | 15,9     | 12,6       |
| Asiatiques                       | 1,0    | 7,3      | 4,8        |
| Autres                           | 0,9    | 7,5      | 6,4        |
| Amérindiens                      | 0,2    | 0,6      | 0,9        |
| Total                            | 100    | 100      | 100        |
|                                  |        |          |            |
| Hispaniques et Latino-Américains | 3,2    | 17,6     | 16,7       |

## Personnalités liées à la ville
- Abner Doubleday, héros de la guerre de Sécession et supposé inventeur du baseball, est né à Ballston Spa.
- Trevor Marsicano, patineur de vitesse, remporte la médaille d'argent en équipe de course de vitesse lors des Jeux olympiques de 2010.